# Ireen van Ditshuyzen

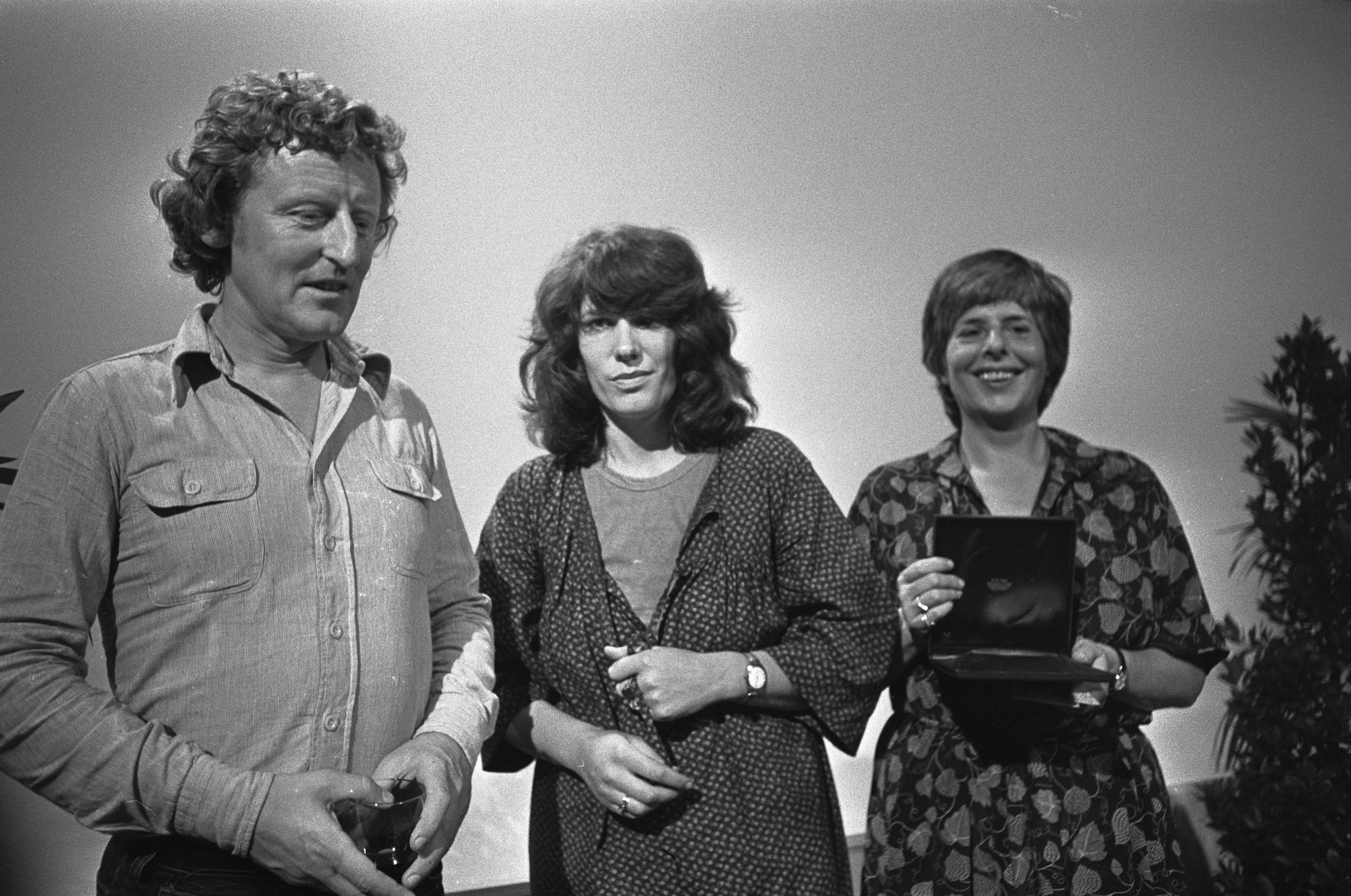
Uitreiking van de Nipkowschijf aan v.l.n.r. Pieter Verhoeff, Ireen van Ditshuyzen en Netty Rosenfeld voor Culemborg Bijvoorbeeld in 1975

Ireen van Ditshuyzen (Zeddam, 29 september 1941) is een Nederlandse producent, regisseur en eindredacteur van televisieprogramma's. Zij maakt sinds de jaren zeventig documentaires, eerst in dienst van de VPRO en sinds 1987 als zelfstandig producent. Haar werk is maatschappelijk betrokken en heeft vaak impliciet tot doel om problematische situaties onder de aandacht te brengen. Geestelijke gezondheidszorg, cultuur en minderheden zijn belangrijke terugkerende thema's. Zij kreeg twee keer de Zilveren Nipkowschijf en won in 2011 de Beeld en Geluid Oeuvre Award.

## Loopbaan
Ireen van Ditshuyzen studeerde eerst aan de sociale academie en daarna andragogie in Amsterdam. Zij was in de jaren zestig actief in het studentenprotest en de Nederlandse Studentenraad; in 1966 werd ze directeur van een vormingscentrum voor werkende jongeren. Op aandringen van journalist Laurens ten Cate maakte ze in 1970 een overstap naar de televisie. In eerste instantie werkte ze als freelancer voor de VARA maar na korte tijd vertrok ze naar de VPRO, waar ze als researcher begon.  Als redacteur en al snel als regisseur en producent werkte ze mee aan een keur van programma's, waaronder documentaires met Cherry Duyns, Ad 's-Gravesande, Pieter Verhoeff en Netty Rosenfeld. In 1975 ontving ze samen met Rosenfeld en Verhoeff  de Zilveren Nipkowschijf voor de documentaireserie Culemborg Bijvoorbeeld. Deze serie van negen afleveringen bracht het leven in een kleine Nederlandse stad in beeld door gesprekken met mensen uit alle lagen van de bevolking en met (overheids)instanties.
In 1987 richtte Van Ditshuyzen TV DITS op, haar eigen productiebedrijf. Ook bij TV DITS waren politiek, maatschappelijke ontwikkelingen en cultuur terugkerende onderwerpen. Van Ditshuyzen produceerde en regisseerde documentaires en programma's over o.a. minderheden en de psychiatrie. Veel lof kreeg zij voor de documentaire Vergeten (1991) waarin ze vier jaar lang een aantal demente bejaarden en hun mantelzorgers volgde. In 2002 fuseerde TV DITS met IdtV; Van Ditshuyzen is nog altijd als adviseur betrokken bij de documentaireafdeling van IdtV.
In 1995 kreeg ze de Zilveren Nipkowschijf voor haar gehele oeuvre, en in 2011 de Beeld en Geluid Oeuvre Award.
In 2013 was Van Ditshuyzen initiatiefneemster van een landelijke multimedia campagne rond het het thema dementie met de naam DementieEnDan; ze maakte ook een documentaire met die titel.

## Waardering
Het werk van Van Ditshuyzen wordt gewaardeerd om de tijd en aandacht die zij investeert in het vaak over langere periodes volgen van een onderwerp dat doorgaans weinig belangstelling krijgt, en de zorg die zij besteedt aan het ontwikkelen van een band met de mensen die worden gefilmd.
De jury van de Beeld en Geluid Oeuvre Award omschrijft de documentaires van Van Ditshuyzen als tijdsdocumenten en discussiestukken voor het maatschappelijk debat. Veel van haar documentaires worden na de uitzending nog jarenlang gebruikt bij opleidingen en bijeenkomsten. Een aantal van haar documentaires is vertoond op het IDFA.

## Externe bronnen
- Overzicht van het volledige werk van Ireen van Ditshuyzen
- Uitgebreide biografie bij Beeld en Geluid

- Gemeinsame Normdatei: 1042868026
- Virtual International Authority File: 305274399
- WorldCat: E39PBJkT9rmRYrbGQrDGW4V3cP